# Tiberius Claudius Narcissus
Tiberius Claudius Narcissus († 54) byl jedním z propuštěnců, kteří tvořili jádro císařského dvora římského císaře Claudia. Jeho postavení je popisováno jako praepositus ab epistulis, tedy jako osoba mající na starosti korespondenci.

## Život
Podle současníků měl na císaře velký vliv a nashromáždil značné bohatství. Jejich tvrzení, že se nechal zmanipulovat Claudiovou třetí manželkou Messalinou a na její žádost dal popravit několik mužů, kteří jí překáželi, není prokázáno. Zdroje však připouštějí, že Narcissus byl jako Claudiův bývalý otrok císaři mimořádně loajální, a proto mu byla svěřena větší odpovědnost než ostatním.
Během příprav na dobytí Británie v roce 43 odvrátil vzpouru tak, že předstoupil přímo před vojáky. Když viděli bývalého otroka v pozici svého velitele, začali vykřikovat „Io Saturnalia!“ a vzpoura skončila. Jeho vlivem byl budoucí císař Vespasianus jmenován legátem Legio II Augusta v Germánii.
Když se Messalina v roce 48 provdala za Gaia Silia (ač byla vdaná), byl to právě Narcissus, kdo Claudia před ní varoval. Když viděl, že císař váhá s jejím potrestáním, dal sám rozkaz k její popravě, i když se možná obával, že Britannicus, syn Claudia a Messaliny, bude vůči němu za toto rozhodnutí chovat zášť. Když si po čase Claudius chtěl vybral svou čtvrtou manželku, navrhl mu Narcissus, aby se znovu oženil se svojí druhou manželkou Aelií Paetinou.
Anthony Barrett naznačuje, že Narcissovým záměrem bylo nasměrovat Claudia, aby si vybral za svého nástupce Fausta Cornelia Sullu Felika, manžela Claudiovy a Aeliiny dcery Claudie Antonie, spíše než jemu nepřátelského Britannika. Claudius by tím získal dospělého dědice, o nějž by si mohl upevnit svou pozici. Když si ale Claudius vybral svou neteř Agrippinu i s jejím synem, budoucím císařem Neronem (který se tím dostal na pozici dočasného staršího dědice), aby tak posílil julsko-klaudijskou dynastii, Narcissus ve snaze si pojistit budoucnost se naopak spojil s kroužkem kolem Britannika.
Claudius i nadále Narcissovi důvěřoval a nechal ho jmenovat praetorem. Byl mu svěřen dohled nad stavbou kanálu pro odvodnění Fucinského jezera, ale Agrippina, nyní Claudiova manželka, ho obvinila ze zpronevěry finančních prostředků určených na projekt, pravděpodobně to měla být pomsta za jeho podporu Britannika. Podle Tacita Narcissus doufal, že svrhne Agrippinu tím, že odhalí její poměr s propuštěncem Pallantem, což by zároveň odstranilo i jejího syna.
Pravděpodobně o svých úmyslech řekl Britannikovi i před ostatními a bezostyšně mu slíbil, že napraví všechny křivdy na něm spáchané. Soudí se, že tento poslední detail je příkladem toho, jak Tacitus upravoval fakta, aby z Claudia za jeho vlády udělal pasivní postavu. Historikové Suetonius a Cassius Dio uvádějí, že po usmíření s Britannikem otevřeně plánoval svrhnout Agrippinu Claudius a nikoliv Narcissus.
Agrippina byla v každém případě vůči Narcissovi podezřívavá a nechala ho poslat pryč do Kampánie pod záminkou, aby využil tamních teplých koupelí a léčil si svou dnu. Pravděpodobně ho zamýšlela odstranit jako překážku zavraždění Claudia a nastoupení Nerona. Krátce po oznámení Claudiovy smrti se Narcissus vrátil do Říma, kde ho za několik týdnů nechala Agrippina popravit. Těsně před svým uvězněním a popravou spálil všechnu Claudiovu korespondenci, aby Neronovi zabránil jejímu zneužití.

## Manželství
Jeden dochovaný náhrobní nápis zaznamenává jistou Claudii Dicaeosynu jako „oddanou a skromnou manželku“ nějakého Tiberia Claudia Narcissa, ale není zřejmé, zda je s propuštěncem císaře Claudia totožný. Její jméno naznačuje řecký původ.

## Odraz v literatuře
- V satirickém pamfletu Apocolocyntosis,[pozn. 2] napsaném krátce po Narcissově smrti a později připisovaném Senekovi, pozdraví v Hádu Narcissus svého starého pána Claudia a běží před ním branami podsvětí. Poleká se však psí stvůry Kerbera, protože za života byl zvyklý jen na svého malého bělavého psíka.[7]
- Román Roberta Gravese Já, Claudius; v televizní adaptaci ztvárnil Narcissa John Cater.
- Francouzská tragédie Britannicus o zavraždění Britannika Neronem, kterou v roce 1669 napsal Jean Racine.
- Série historických románů Simona Scarrowa Orel
- Knihy Douglase Jacksona Caligula a Claudius